# قائمة الرواد في علم الحاسوب
تقدم هذه المقالة قائمة للأفراد الذين ساعدوا في إنشاء وتطوير أجهزة الكمبيوتر والالكترونيات وتشكيل ما يمكنها القيام به.
| الاسم     | إنجاز | تاريخ |
| --------- | --- | ----- |
| الخوارزمي | يشتق مصطلح " الخوارزمية " من ألجوريزم [الإنجليزية]، أسلوب أداء الحساب مع الأرقام الهندي العربي طورت بواسطة الخوارزمي، كل من "خوارزمية" وألجوريزم [الإنجليزية] تستمد من الأشكال اللاتينية للخوارزمي . | 1200~ |